# Waldemar Thrane
Waldemar Thrane (Oslo, 8 ottobre 1790 – Oslo, 30 dicembre 1828) è stato un direttore d'orchestra e compositore norvegese.

## Biografia
Waldemar Thrane nacque a Christiania (oggi Oslo), in Norvegia. Era figlio di Paul Thrane (1751-1830), uomo d'affari e commerciante di legname, ed era uno zio dell'autore e giornalista Marcus Thrane.
Dal 1814 al 1815 studiò musica a Parigi. Nel 1819 Thrane fece il suo primo concerto a Oslo come direttore, violinista e compositore. Fu direttore d'orchestra della Christiania Public Theatre Orchestra (Christiania offentlige Theaters orkester) e The Musical Lyceum (Det musikalske Lyceum) fino a quando si ammalò e fu sostituito da Ole Bull nel 1828. Morì a 38 anni. La porta Waldemar Thranes (Waldemar Thrane Street), situata a St. Hanshaugen a Oslo, è stata battezzata in suo onore.